# 全红婵
全红婵（2007年3月28日—），广东湛江人，中国女子跳水运动员，主力项目为女子10米跳台。2021年代表中国参加2020年夏季奥林匹克运动会跳水比赛，獲得女子10米跳台金牌。 2024年代表中国参加2024年巴黎夏季奥林匹克运动会跳水比赛，分别获得女子双人10米台金牌、女子10米跳台金牌，成为中国奥运历史上最年轻的三金得主。

## 生平
全红婵是广东省湛江市麻章区麻章镇迈合村人。2014年，进入湛江市体育运动学校，开始接受跳水训练。2018年3月，入选广东省跳水队，2020年10月4日，在2020年全国跳水冠军赛中，全红婵以437.75分的总成绩获得女子单人十米跳台决赛冠军，因表现出色被选入中国国家跳水队。
2021年7月，全红婵获得2020年东京奥运会参赛资格，是该届奥运中国代表团最年轻的选手。2021年8月5日，在东京奥运会女子10米台单人跳水决赛中获得金牌。其中第二跳、第四跳全体七位裁判均打出10分满分，最后的第五跳有六位裁判打出10分满分，最终以三跳满分，总分466.2分獲得金牌。此成績打破陈若琳在2008年北京奥运会中所创造的447.7分的奧運纪录。2022年5月3日被授予中国青年五四奖章。
2022年赛季后，全红婵与陈芋汐成为女子双人十米跳台项目搭档，并多次在世界游泳锦标赛、跳水世界杯获得女子双人十米跳台项目冠军。2024年7月31日，全红婵与陈芋汐搭档获得巴黎奥运会女子双人10米跳台金牌，这也是中国跳水队参加奥运会40年来的第50枚金牌。8月6日，以总分425.60分获得巴黎奥运会女子10米跳台金牌，成为史上最年轻的获得三枚奥运金牌的中国运动员。 
2025年1月2日，当选世界泳联2024年度最佳女子跳水运动员。2025年2月，作为优秀运动员被暨南大学运动训练专业保送录取。

## 家庭
母親因為遭遇交通事故而一直有病在身，需要钱治病。全红婵總共有5個兄弟姊妹，她排行第三。哥哥全進華初二未讀完便輟學工作，任職廚師；姐姐全紅月在她奧運奪冠時正就读高中，胞妹全紅桃及胞弟全進鵬都在湛江体育學校练习跳水。全红婵省吃儉用，每個月都會寄營養金回家，好讓母親治病也幫家裡分攤家計。

## 相关事件
全红婵在東京奧運會获得金牌后，有三家湛江企业向全红婵赠送住宅、商铺以及奖金，全父因为怕消费女儿的荣誉而拒收；得知全红婵没去过游乐园，深圳、北京、上海、成都、武汉、天津、重庆、南京、西安等9地欢乐谷，以及顺德玛雅海滩水公园、南昌玛雅乐园等人气主题公园等向包括全红婵在内的中国跳水队全体队员及家属发出邀请，欢迎免费游玩；全红婵家乡的湛江市卫生健康局也慰问了全红婵尚在住院的爷爷。
此外，许多慕名来访者及网络主播到全红婵的家乡迈合村拍照、采访、直播，干扰了全红婵家人的正常生活，受到了中国网民的一致批评与谴责。全红婵在2024年巴黎奥运会再次夺得金牌后，迈合村再度有游客聚集，有旅行社还推出了“全红婵老家一日游”。因游客聚集影响村民正常劳作休息，当地村委会表示，迈合村每天21时起不再对外开放。

## 评价

### 高敏對全紅嬋的評價
2021年8月9日，曾為中國贏得第一面世錦賽跳水金牌的前「跳水女王」的高敏在新浪微博發文：“全紅嬋還很小，還未發育，她馬上就要開始長身高、長體重。在這個階段，對於女運動員來說特別艱難。」她指出全紅嬋只有14歲，沒有能力完全理解奧運會對運動員一生有多重要，就成為了奧運冠軍，這麼多的榮譽也許不能完全消化。同时她也指出，“这些小孩儿是天才，她们是天才，你是埋没不住的。要是把她放在她们那个年龄段里，其他孩子就连希望都没有了。虽然，小姑娘没参加过多少国际比赛，但她一出现，就断了好几个运动员的奥运金牌梦。她就是天才，她是老天给我们的礼物”。

### 霍曼對全紅嬋的評價
德國奧委會主席阿尔方斯·霍曼在接受德國媒體《圖片報》採訪，以中國跳水運動員全紅嬋為例，指他「明確反對奧運賽場上出現兒童運動員」。該則訪問經中國媒體《觀察者網》譯介，於中國網絡也引來迴響。《觀察者網》引述，霍曼受訪時聲稱，「我不想知道這個中國女孩在三歲、五歲、八歲時的日常生活是什麼樣。但我認為，如果必須考慮這種培養方式，我必須對它持批評態度。」霍曼還補充說：「這種不斷降低參賽者年齡的方法是沒有意義和不負責任的。」但《圖片報》報道指出，國際奧委會並未規定奧運會參賽者的最低年齡，但單一體育協會可向國際奧委會申請，經批准後設定年齡上下限制。
另一方面，《环球时报》等媒体指出，全红婵并非参加2020年东京奥运会年龄最小的运动员，并提到德国的滑板运动员莉莉·斯托菲修斯与全红婵同样是14岁。

## 獲獎
| 獲獎時間  | 獎項名稱                                                                   | 獲獎結果     | 備註         |
| --------- | -------------------------------------------------------------------------- | ------------ | ------------ |
| 2024/8/6  | 2024年巴黎奧運會跳水女子單人10米跳臺                                       | 金牌         |              |
| 2024/7/31 | 2024年巴黎奧運會跳水女子雙人10米跳臺                                       | 金牌         |              |
| 2024/4/19 | 2024世界泳聯跳水世界盃總決賽女子雙人10米台                                 | 冠軍         |              |
| 2024/4/1  | 世界泳聯跳水世界盃總決賽女子10米台                                         | 亞軍         |              |
| 2024/3/4  | 2024年跳水世界盃蒙特利爾站女子10米台                                       | 亞軍         |              |
| 2024/3/3  | 2024年跳水世界盃蒙特利爾站女子雙人十米台                                   | 冠軍         |              |
| 2024/3/1  | 2024年世界泳聯跳水世界盃柏林站女子10米台                                   | 冠軍         |              |
| 2024/2/6  | 2024年世界游泳錦標賽女子10米台                                             | 冠軍         |              |
| 2023/10/3 | 杭州第19屆亞運會女子單人10米跳臺                                           | 冠軍         |              |
| 2023/5/8  | 2023年世界泳聯跳水世界盃加拿大蒙特利爾站女子單人十米跳臺                   | 冠軍         |              |
| 2023/3/19 | 2023年全國跳水冠軍賽女子雙人十米台                                         | 冠軍         |              |
| 2022/6/30 | 2022年布達佩斯世界游泳錦標賽跳水女子雙人十米跳臺                           | 金牌         |              |
| 2022/6/29 | 2022年布達佩斯世界游泳錦標賽跳水3米板/10米台                               | 混合全能金牌 |              |
| 2022/6/27 | 2022年布達佩斯世界游泳錦標賽跳水女子單人十米跳臺                           | 銀牌         |              |
| 2021/9/12 | 中華人民共和國第十四屆運動會跳水女子單人10米台                             | 金牌         |              |
| 2021/9/6  | 中華人民共和國第十四屆運動會跳水女子                                       | 團體金牌     |              |
| 2021/8/5  | 2020年東京奧運會跳水女子單人10米跳臺                                       | 金牌         | 打破世界紀錄 |
| 2021/5/13 | “2021年全國跳水冠軍賽暨東京奧運會選拔賽、全運會跳水資格賽”女子單人10米跳臺 | 冠軍         |              |
| 2021/3/14 | 2021年中國跳水明星賽暨第十四屆全運會跳水項目測試賽”女子單人10米跳臺        | 亞軍         |              |
| 2021/3/14 | 2021年中國跳水明星賽暨第十四屆全運會跳水項目測試賽”女子雙人10米台          | 亞軍         |              |
| 2021/1/21 | 2021年跳水項目奧運會、世界盃選拔賽”女子雙人10米跳臺                        | 亞軍         |              |
| 2020/10/4 | 2020全國跳水冠軍賽暨東京奧運會、世界盃選拔賽”女子單人10米跳臺              | 冠軍         |              |
| 2020/8/16 | 2020年廣東省青少年跳水錦標賽“女子乙組團體”                                 | 冠軍         |              |
| 2020/8/16 | 2020年廣東省青少年跳水錦標賽“乙組混合雙人3米跳板”                          | 冠軍         |              |
| 2020/8/15 | 2020年廣東省青少年跳水錦標賽“女子乙組跳臺”                                 | 冠軍         |              |
| 2020/8/14 | 2020年廣東省青少年跳水錦標賽“女子乙組個人全能”                             | 亞軍         |              |
| 2020/8/12 | 2020年廣東省青少年跳水錦標賽“女子乙組3米跳板”                              | 冠軍         |              |
| 2020/8/11 | 2020年廣東省青少年跳水錦標賽“女子乙組1米跳板”                              | 冠軍         |              |
| 2019      | 2019年廣東省青少年跳水錦標賽                                               | 5項冠軍      |              |
| 2018      | 2018年廣東省青少年跳水錦標賽                                               | 3項冠軍      |              |

## 榮譽稱號
| 獲獎時間   | 榮譽稱號名稱         | 備註           |
| ---------- | -------------------- | -------------- |
| 2022/12/22 | 2022年中國十佳運動員 | 新華社體育部評 |
| 2021/9/6   | 廣東青年五四獎章     |                |
| 2021/9/5   | 全國五一勞動獎章     |                |
| 2021/8/31  | 廣東省五一勞動獎章   |                |
| 2021/8/9   | 中國青年五四獎章     |                |

## 綜藝節目
| 播出時間   | 節目名稱                                        | 簡介 |
| ---------- | ----------------------------------------------- | --- |
| 2022/6/1   | 《童心築夢 志在未來》                           | CCTV-1、CCTV-少兒等頻道6月1日晚8點檔同步播出，2022年“六一”《童心築夢 志在未來》特別節目，全紅嬋以動畫+VCR的方式為孩子們送上寄語和祝福                      |
| 2021/10/26 | 一起向未來——北京2022年冬奧會倒計時100天主題活動 | CCTV1、CCTV3、CCTV5、CCTV16頻道聯合播出，《一起向未來——北京2022年冬奧會倒計時100天主題活動》，並與眾多奧運冠軍等一起演唱歌曲《一起向未來》和《我們北京見》 |
| 2021/10/1  | 《全遊記》（特別節目）                          | 廣東體育頻道在國慶假期10月1、2、3日每晚19點48分，連續三天推出全紅嬋特別節目《全遊記》                                                                      |